# Glaresis medialis
Glaresis medialis är en skalbaggsart som beskrevs av Gordon 1969. Glaresis medialis ingår i släktet Glaresis och familjen Glaresidae. Inga underarter finns listade i Catalogue of Life.